# Brooksville (Florida)
Brooksville is een plaats (city) in de Amerikaanse staat Florida, en valt bestuurlijk gezien onder Hernando County.

## Demografie
Bij de volkstelling in 2000 werd het aantal inwoners vastgesteld op 7264.
In 2006 is het aantal inwoners door het United States Census Bureau geschat op 7609, een stijging van 345 (4,7%).

## Geografie
Volgens het United States Census Bureau beslaat de plaats een oppervlakte van
12,9 km², waarvan 12,8 km² land en 0,1 km² water. Brooksville ligt op ongeveer 19 m boven zeeniveau.

## Plaatsen in de nabije omgeving
De onderstaande figuur toont nabijgelegen plaatsen in een straal van 16 km rond Brooksville.

## Geboren
- John Capel (1978), sprinter
- Windham Rotunda (1987-2023), professioneel worstelaar